# Бельгия на зимних Олимпийских играх 1936
Бельгия принимала участие в зимних Олимпийских играх 1936 года в Гармиш-Партенкирхене (Германия) в четвёртый раз за свою историю, но не завоевала ни одной медали.

## Состав сборной
Сборную страны представляли 27 спортсменов: 24 мужчины и 3 женщины, они соревновались в 5 видах спорта:
- горные лыжи
- бобслей
- фигурное катание
- хоккей
- конькобежный спорт.

## Результаты

### Горнолыжный спорт
Соревнования проходили с 7 по 9 февраля в горнолыжном комплексе «Гудиберг» неподалёку от Гармиш-Партенкирхена.
Мужчины
| Спортсмен           | Дисциплина             | Скоростной спуск | Скоростной спуск | Слалом         | Слалом            | Слалом | Итого          | Итого |
| Спортсмен           | Дисциплина             | Время            | Место            | Время 1        | Время 2           | Rank   | Итого Очки     | Место |
| ------------------- | ---------------------- | ---------------- | ---------------- | -------------- | ----------------- | ------ | -------------- | ----- |
| Шарль Виктор Брахт  | Горнолыжная комбинация | не финишировал   | -                | -              | -                 | -      | не финишировал | -     |
| Петен, Жак          | Горнолыжная комбинация | 10:09.2          | 52               | 2:24.9 (+0:06) | дисквалифицирован | -      | не финишировал | -     |
| Вернер де Спёльберх | Горнолыжная комбинация | 7:03.0           | 44               | 2:28.6         | дисквалифицирован | -      | не финишировал | -     |
| Раймон де Браконье  | Горнолыжная комбинация | 6:52.0           | 42               | 2:22.2         | дисквалифицирован | -      | не финишировал | -     |

### 

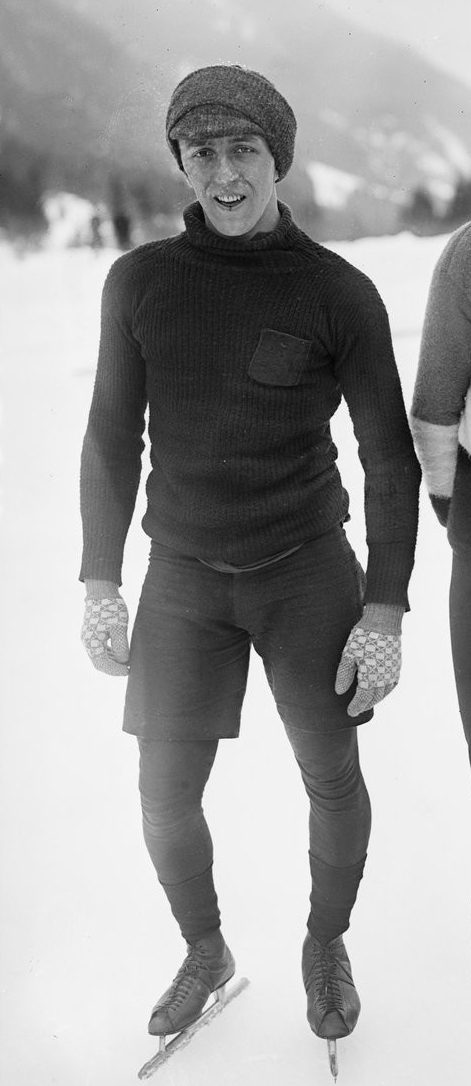
Луи де Риддер — бельгийский бобслеист, хоккеист и конькобежец.

### Бобслей
Мужчины
| Сани  | Спортсмены                      | Дисциплина | Заезд 1 | Заезд 1 | Заезд 2 | Заезд 2 | Заезд 3 | Заезд 3 | Заезд 4 | Заезд 4 | Итого   | Итого |
| Сани  | Спортсмены                      | Дисциплина | Время   | Место   | Время   | Rank    | Время   | Rank    | Время   | Rank    | Время   | Rank  |
| ----- | ------------------------------- | ---------- | ------- | ------- | ------- | ------- | ------- | ------- | ------- | ------- | ------- | ----- |
| BEL-1 | Рене Лунден и Эрик де Спёльберх | двойки     | 1:25.82 | 5       | 1:24.35 | 9       | 1:32.31 | 16      | 1:23.80 | 7       | 5:46.28 | 8     |
| BEL-2 | Макс Убен и Мартиал ван Шелле   | двойки     | 1:31.73 | 16      | 1:24.05 | 7       | 1:26.13 | 6       | 1:25.41 | 11      | 5:47.32 | 9     |

| Команда | Спортсмены                                                        | Дисциплина | Заезд 1 | Заезд 1 | Заезд 2 | Заезд 2 | Заезд 3 | Заезд 3 | Заезд 4 | Заезд 4 | Итого   | Итого |
| Команда | Спортсмены                                                        | Дисциплина | Время   | Место   | Время   | Место   | Время   | Место   | Время   | Место   | Время   | Место |
| ------- | ----------------------------------------------------------------- | ---------- | ------- | ------- | ------- | ------- | ------- | ------- | ------- | ------- | ------- | ----- |
| BEL-1   | Рене Лунден, Эрик де Спёльберх, Филипп де Прет Роз и Гастон Браун | четвёрки   | 1:25.77 | 10      | 1:21.81 | 5       | 1:21.67 | 7       | 1:20.57 | 6       | 5:29.82 | 8     |
| BEL-2   | Макс Убен, Марсьяль ван Шелле, Луи де Риддер и Поль Греффе        | четвёрки   | 1:22.22 | 2       | 1:23.52 | 9       | 1:22.50 | 8       | 1:20.68 | 8       | 5:28.92 | 5     |

### Конькобежный спорт
Соревнования прошли с 11 по 14 февраля на льду озера Рисерзе, на высоте 785 м над уровнем моря.
Мужчины
| Дисциплина | Спортсмен     | Забег   | Забег |
| Дисциплина | Спортсмен     | Время   | Место |
| ---------- | ------------- | ------- | ----- |
| 500 м      | Шарль де Линь | 1:44.6  | 35    |
| 500 м      | Джеймс Греффе | 54.6    | 33    |
| 1500 м     | Шарль де Линь | 3:21.9  | 37    |
| 1500 м     | Джеймс Греффе | 3:00.5  | 36    |
| 5000 м     | Шарль де Линь | DSQ     | -     |
| 5000 м     | Джеймс Греффе | 10:52.6 | 35    |
| 10000 м    | Шарль де Линь | 23:32.9 | 28    |

### Фигурное катание
Женщины
| Спортсменка       | CF | FS | Places | Очки  | Место |
| ----------------- | -- | -- | ------ | ----- | ----- |
| Ивонн де Линь     | 19 | 15 | 118    | 348.2 | 18    |
| Лизелотте Ландбек | 3  | 6  | 32     | 393.3 | 4     |

Парное катание
| Спортсмены                      | Очки  | Сумма мест | Место |
| ------------------------------- | ----- | ---------- | ----- |
| Луиза Контамине / Роберт Вердун | 138.5 | 8.2        | 16    |

### Хоккей
Турнир по хоккею проводился с 6 по 15 февраля в Гармиш-Партенкирхене. На этом турнире также разыгрывались медали десятого чемпионата мира и двадцать первого чемпионата Европы.  На турнире играло рекордное количество команд — 15. Поэтому турнир проводился в три этапа. На первом этапе команды были разделены на 4 группы, по две сильнейшие выходили в следующий этап. Бельгийская сборная попала в группу С, но проиграла все три матча и не прошла в следующий этап.
Группа C
| М | Сборная      | И | В | Н | П | ШЗ | ШП | РШ  | О |
| - | ------------ | - | - | - | - | -- | -- | --- | - |
| 1 | Чехословакия | 3 | 3 | 0 | 0 | 10 | 0  | +10 | 6 |
| 2 | Венгрия      | 3 | 2 | 0 | 1 | 14 | 5  | + 9 | 4 |
| 3 | Франция      | 3 | 1 | 0 | 2 | 4  | 7  | -3  | 2 |
| 4 | Бельгия      | 3 | 0 | 0 | 3 | 4  | 20 | -16 | 0 |

| 6 февраля 1936 | Венгрия      | — | Бельгия |  | 11:2 (1:1,2:0,8:1)        |
| 7 февраля 1936 | Чехословакия | — | Бельгия |  | 5:0 (0:0,4:0,1:0)         |
| 8 февраля 1936 | Франция      | — | Бельгия |  | 4:2 (1:0,0:1,0:0,1:1,2:0) |

Состав сборной: Франц Ченгей, Фриц Деммер, Зепп Гебл, Ламберт Ноймайер, Оскар Новак, Франц Шюслер, Эмиль Зайдлер, Виллибальд Станек, Ханс Татцер, Ханс Трауттенберг, Рудольф Войта, Герман Вайс.